# فیلیپ گیلوت
فیلیپ گیلوت (انگلیسی: Philippe Gaillot؛ زادهٔ ۲۸ فوریهٔ ۱۹۶۵) بازیکن فوتبال اهل فرانسه است.
از باشگاه‌هایی که در آن بازی کرده‌است می‌توان به باشگاه فوتبال والنسین و باشگاه فوتبال متس اشاره کرد.